# サント・ドミンゴ自治大学
サント・ドミンゴ自治大学（ - じちだいがく、西: Universidad Autónoma de Santo Domingo (英: Autonomous University of Santo Domingo)、略号：UASD）はドミニカ共和国サントドミンゴ市に拠点を置く公立大学。公式には1914年設立だが、1538年に創設され1832年まで存続した聖トマス・アキナス大学
聖トマス・アキナス大学はスペインの当時アルカラ・デ・エナーレスにあったアルカラ・デ・エナーレス大学（現マドリード・コンプルテンセ大学）を規範とし、医学、法律、神学と芸術の4学部で構成されていた。今日のサント・ドミンゴ自治大学は、人文学部、農業経済・獣医学部、法律・政治学部、経済・社会科学部、工学・建築学部、理学部、医学部、芸術学部の8学部からなる。